# Хиралност (химия)
В химията молекула или йон биват наричани хирални, ако не могат да бъдат насложени на своя огледален образ. Това геометрично свойство се нарича хиралност.